# Eadwig wessexi király
Eadwig, vagy más néven Edwy, Edwin, melléknevén a Szép (941 – 959. október 1.) 955-től haláláig Anglia királya. Edmund és Szent Elgiva legidősebb fia. Edwyt a nagyurak választották, hogy kövesse a trónon nagybátyját, Edredet. Rövid uralmát sorozatos családon belüli konfliktusok és az egyházzal való (leginkább Szent Dunstan és Odo érsek regnálása idején) ellenségeskedés jellemezték.
Egy legenda szerint Dunstannal a viszálya Edwy felszentelésének napján kezdődött, mikor nem akart találkozni az urakkal. Mikor végül Dunstan megtalálta a fiatal uralkodót, miközben egy előkelő hölggyel, Ethelgive-vel egymással el voltak foglalva. Edwy nem akart visszamenni az érsekkel a fogadásra. Ezen Dunstan feldühödött, s azt mondta, hívja a fiatal hölgyet utcalánynak. Mikor rájött, mit mondott a királynak, elmenekült, s visszavonult kolostorába, de Edwy Ethelgive biztatására követte őt, s kirabolta a kolostort. Dunstannak sikerült megmenekülnie, de Edwy haláláig nem tért vissza Angliába.
A király által elkövetett visszaélések miatt Mercia és Northumbria hivatalnokai, vezetői Odo érsekhez csatlakoztak, s Edwy bátyját, Edgárt támogatták. 957-ben Edwy elvesztette ellenük a csatát Gloucesternél, de ahelyett hogy az országot polgárháborúba sodorták volna, a nemesek megállapodtak, hogy a Temze folyása mentén kettéosztják az országot. Eszerint Edwy uralkodott északon, Edgar pedig a déli területeket irányította.
A hátralévő néhány évben Edwy a nála maradt területeket sokkal bölcsebben irányította, s jelentős ajándékokat adott az egyháznak. Nagyon fiatalon, 18 vagy 19 évesen meghalt, s őt bátyja és riválisa, Edgar követte a trónon, aki újból egyesítette a királyságot.
Uralkodásáról a Tolnai Világtörténelme című könyv a következőket írja: